# NGC 3269
NGC 3269 é uma galáxia espiral barrada (SB0-a) localizada na direcção da constelação de Antlia. Possui uma declinação de -35° 13' 26" e uma ascensão recta de 10 horas, 29 minutos e 57,0 segundos.
A galáxia NGC 3269 foi descoberta em 1 de Maio de 1834 por John Herschel.